# Alfonso Pícaro
Alfonso Pícaro (Buenos Aires, Argentina; 4 de diciembre de 1928-15 de octubre de 2012) fue un actor y humorista de cine, teatro y televisión argentino.

## Biografía
Pícaro fue el noveno hijo del matrimonio de inmigrantes italianos conformado por María Russo y Genaro Pícaro, nació en el porteño barrio de La Paternal el 4 de diciembre de 1928. Su padre, de profesión peluquero, lo inició en este oficio, que recién abandonó cuando quedó consolidada su carrera como actor. Se casó en 1968 y tuvo dos hijos.

## Telecómicos
Sus comienzos actorales fueron en televisión en el programa Telecómicos que escribía y producía Aldo Cammarota (1930-2002), por el año 1962. Allí Pícaro descolló con personajes como "Miseria Espantosa" y "Volantieri", en los que hacía jugar su  físico esmirriado y su particular expresión facial. Compartió cartel con Juan Carlos Calabró, Carlos Serafino, Mariel Comber y Juan Díaz "Cuchuflito" entre otros. Hacia 1974 finalizó el ciclo y  Pícaro estuvo retirado de la pantalla chica hasta en el año 1982 en que reapareció en el ciclo Calabromas, que se emitía por canal 13, donde continuó hasta 1985.
En 1986 inicia su labor junto al cómico Alberto Olmedo en el viejo Canal 11. Al año siguiente el programa No toca botón se muda a Canal 9 que, conducido por Alejandro Romay era por entonces el único canal privado. El programa era una creación de Hugo Sofovich donde descollaron figuras como Javier Portales, Vicente La Russa y César Bertrand.

## El Colón
Entre 1989 y 1994 trabajó en el Teatro Colón de la ciudad de Buenos Aires bajo las órdenes de Sergio Renán, colaborando con él en la dirección. Allí tuvo la oportunidad de participar en la ópera Così fan tutte, de Wolfgang Amadeus Mozart, que dirigió Renán en el año 1990. También trabajó en infinidad de películas y en obras de teatro.
En 2008, la Asociación Argentina de Actores le entregó el Premio Podestá destinado a su Honorable Trayectoria.

## Televisión
- Telecómicos (1963-1974 canales 11 y 13)
- Calabromas (1982-1985 canal 13)
- No toca botón (1986-1987 canales 9 y 11)
- Shopping Center (1988 canal 9)
- La familia Benvenuto (1991-1995 Telefé)
- Aprender a Volar (1994 canal 13)
- Cebollitas (Angelito) (1997-1998 Telefé)

## Cine
- Los tímidos visten de gris (1965-inédita)
- Hotel alojamiento (1966)
- Pimienta (1966)
- Ya tiene comisario el pueblo dir. Enrique Carreras (1967)
- El andador (1967)
- Al diablo con este cura (1967)
- La cigarra está que arde (1967)
- Un Muchacho como yo  (1968)
- ¡Qué noche de casamiento! (1969)
- ¡Viva la vida! (1969)
- Los doctores las prefieren desnudas (1973)
- Los vampiros los prefieren gorditos (1974)
- Mi novia el... (1975)
- La guerra de los sostenes (1976)
- Tiempos duros para Drácula, de Jorge Darnell (1977)
- Las muñecas que hacen ¡pum! (1979)
- Los crápulas (1981)
- Abierto día y noche (1981)
- En busca del brillante perdido (1986)
- Las minas de Salomón Rey (1986)
- Los colimbas al ataque (1987),
- Susana quiere, el negro también! (1987)
- Me sobra un marido (1987)
- El manosanta está cargado dir. Hugo Sofovich (1987)
- El impostor (1997)
- La herencia del tío Pepe (1998)
- La venganza (1999)
- Dormir al sol (2012)